# Dracula lehmanniana
Dracula lehmanniana är en orkidéart som beskrevs av Carlyle August Luer och Rodrigo Escobar. Dracula lehmanniana ingår i släktet Dracula och familjen orkidéer. Inga underarter finns listade i Catalogue of Life.